# Oxyopsis rubicunda
Oxyopsis rubicunda är en bönsyrseart som beskrevs av Stoll 1813. Oxyopsis rubicunda ingår i släktet Oxyopsis och familjen Mantidae. Inga underarter finns listade i Catalogue of Life.